# خودکار بیک

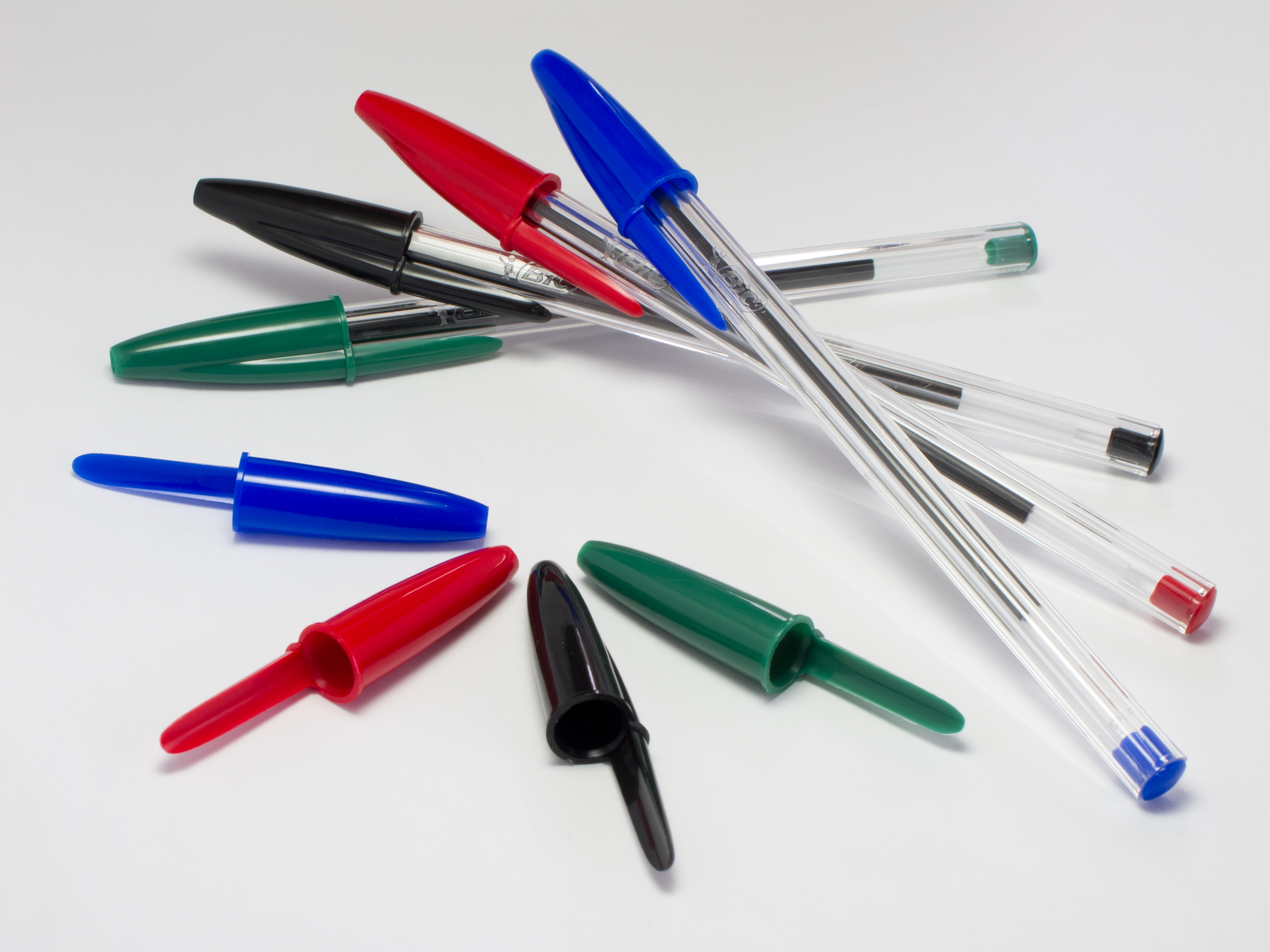
چهار رنگ خودکار بیک و چهار درپوش اضافی

خودکار بیک نام رایج خودکار مدل بیک کریستال (به فرانسوی: Bic Cristal) در ایران است. این خودکار ارزان قیمتِ یک‌بار مصرف، از سال ۱۹۵۰ میلادی توسط شرکت فرانسوی بیک تولید می‌شود. تا سال ۲۰۰۶ میلادی ۱۰۰ میلیارد عدد از این مدل خودکار به فروش رسیده که به این ترتیب مقام پرفروش‌ترین خودکار دنیا را در اختیار دارد. خودکار بیک توسط علی اکبر رفوگران در ایران تولید شد و همچنان در حال تولید است. رفوگران علاوه بر خودکار بیک خط تولید مداد سوسمار نشان را راه‌اندازی کرد.

## طراحی
طراحی شش وجهی بدنه بیک کریستال باعث بهبود مصرف پلاستیک خام و همچنین کنترل دقیق‌تر خودکار در دست به هنگام نوشتن می‌شود. برای یکسان شدن فشار هوا در داخل و خارج بدنه، سوراخ کوچکی در بدنه خودکار تعبیه شده‌است. همچنین از سال ۱۹۹۱ سوراخی در درپوش خودکار جهت کاهش خطر خفگی درصورت بلعیده شدن توسط کودکان، ایجاد شده‌است.

## سایز بندی ساچمه نوک
خودکار بیک در سایزهای 0.5 / 0.7 / 1.2 / 1.6 و در 36 رنگ تولید و عرضه می‌شوند. این روزها بازار خودکارهای 1.2 و 1.6 به شدت داغ است. از این مدل خودکار‌ها به عنوان خودکار خوشنویسی یاد می‌کنند. به وسیله‌ی این خودکارها به دلیل دارا بودن ساچمه بزرگ به راحتی میتوان در خوشنویسی ایجاد ظرافت و ضخامت کرد.و...